# Лотар Франц фон Шенборн
Лотар Франц фон Шенборн (нім. Lothar Franz von Schönborn; 4 жовтня 1655 — 30 січня 1729) — церковний та політичний діяч Священної Римської імперії, 72-й архієпископ Майнца в 1695—1729 роках, курфюрст.

## Життєпис
Походив зі знатного німецького роду Шенборн з Райнгау. Син Філіппа Ервайна фон Шенборна, фогта Майнца, та Марії Урсули фон Ґрейффенклау-Фольрадс. Народився 1655 року в Штайнгаймі-на-Майні. З дитинства йому було визначено церковну кар'єру. Спочатку навчався в єзуїтському колегіумі в Ашаффенбурзі. Вже 1665 року стає каноніком собору в Вюрцбурзі, а 1667 року отримав відповідну посаду в Бамберзі.
1670 року розглядався своїм стрийком Йоганном Філіпом фон Шенборном на посади коад'ютора архієпископа Майнцького і єпископа Вюрцбурзького. Втім через молодість Лотаря капітул не підтримав його кандидатуру. 1673 року поїхав до Відня, де продовжив навчання. 1674 року призначається соборним пребенде Майнцу новим архієпископом Лотарем фон Меттерніх-Буршайдом. Потім здійснив подорож Голландією, Францією та Італією. 1675 року у відні завершив курс навчання.
1681 року знову призначається каноніком в Бамберзі, а 1683 року — Вюрцбурзі. Згодом очолив судову палату Бамберзького князівства-єпископства. 1689 року стає схоластом і кустошем Бамбергу та каноніком собору в Майнці.
1693 року обирається єпископом Бамбергу, а 1694 року коад'ютером архієпископом Майнца, а 1695 року очолив Майнцьку єпархію. В цей час тривала Війна Аугсбурзької ліги (почалася 1688 року). Шенборн обрав нейтралітет, але загалом підтримував імперію. Продовжив політику зміцнення фортець та укріплень в своїх володіннях. Було зведено друге коло обороних фортів навколо Майнцу. Також продовжив поповнювати бібліотеку Св. Мартина, а в Бамберзі зібрав колекцію в більш ніж 600 картин.
1700 року з початком війни за іспанську спадщину виступив проти Франції. 1702 року допоміг імперському фельдмаршалу Людвігу Вільгельму Баден-Баденському зайняти французьку фортецю Ландау.
1705 року розпочав перебудову своєї резиденції в Бамберзі. 1707 року сприяв наверненню Єлизавети Христини Брауншвейг-Вольфенбюттельської на католицтво, а потім представляв римського короля Карла Габсбурга на їх весіллі. 1710 року вступив у конфлікт з собором Майнцького аріхєпископства через бажання призначити новим коад'ютором свого родиче. Зрештою за підтримки папського нунціяцю посадуотримав кандидат собору — Франц Людвіг фон Пфальц-Ноебург.
1711 року після смерті імператора Йозефа I оголосив про вибори нового правителя, незважаючи на відсутність курфюрстів Кельна і Баварії. Доволі швидко провів вибори на користь Габсбургів. Невдовзі фон Шенборн коронував Карла Габсбурга у Франфурті імператорською короною. За це отримав 100 тис. талерів, на які розпочав будівництво палацу Вейсенштайн у Поммерсфельдені. У 1712—1713 року брав активну участь в укладанні Утрехтського миру.
1726 року після придушення повстання трансильванського князя Ференца II Ракоці імператор передав архієпископу частину конфіскованих маєтків Ракоці — замок Паланок, 4 міста та 152 села. Управління цієї домінією доручив кузену Фрідріху Карлу Шенборну як коад'ютору Бамберзького єпископства. Помер 1729 року в Майнці, поховано в каплиці Шенборнів у Вюрцбурзі.